# Clase Uliánovsk
El Ulyanovsk (заказ С-107 — en ruso: Улья́новск) fue el primero de una clase de superportaaviones de propulsión nuclear soviéticos, que por primera vez habría ofrecido capacidad de agua azul para la Armada Soviética. Estaba basado en el proyecto 1153 OREL de 1975 (que nunca fue más allá de los planos) y el nombre de encargo inicial fue Kremlin, pero más tarde recibió el nombre Ulyanovsk por la ciudad soviética de  Uliánovsk, la cual fue nombrada a su vez por el nombre original de Vladimir Lenin.

## Aviación marítima

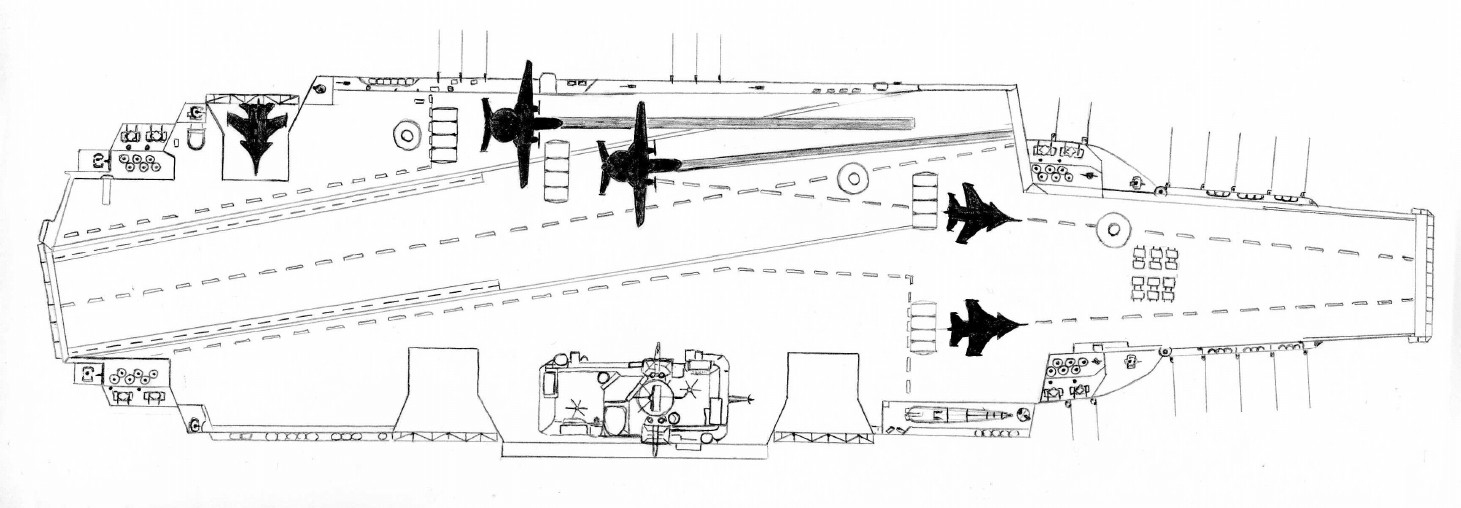
Aviones Yak-44 y Su-33 en la cubierta TAKR «Ulyanovsk»

## Descripción

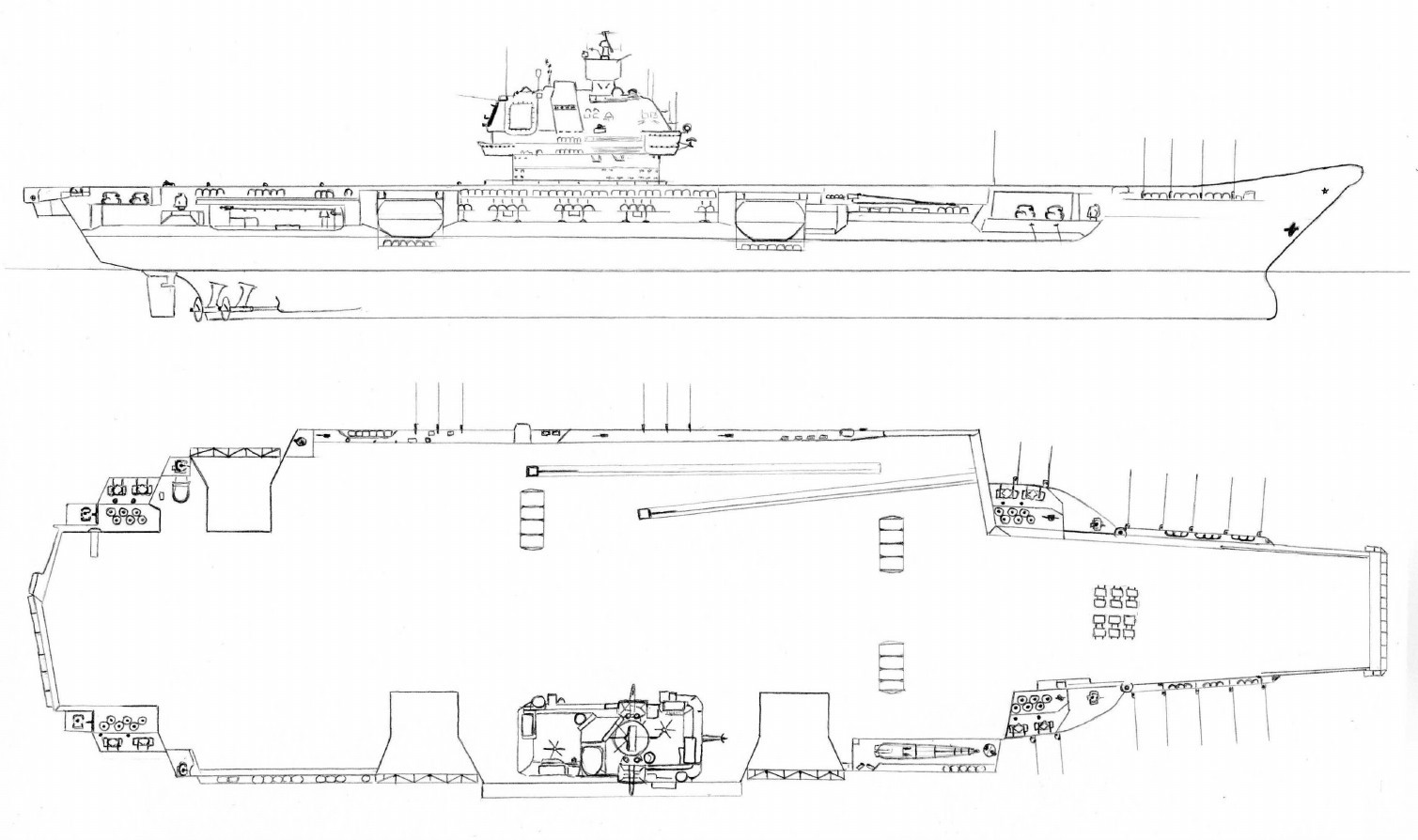
Esquema del DoD de un portaaviones nuclear soviético similar al Ulyanovsk, en construcción.

Podría haber tenido 85 000 toneladas de desplazamiento, más que los antiguos  portaaviones Forrestal pero más pequeños que los Nimitz contemporáneos de la marina norteamericana. Los Ulyanovsk habrían sido capaz de llevar toda la gama de aviones de transporte y de ala fija, a diferencia de alcance limitado en los portaaviones soviético  Almirante Kuznetsov que lanza sus aviones, por medio de una rampa ski-jump de 14.3º. La configuración habría sido muy similar a los portaaviones de la  Marina de Estados Unidos aunque con la típica práctica Soviética de agregar misiles antibuque (ASM) y lanzadores de misiles tierra-aire (SAM). Su casco fue puesto en grada en 1988, pero el proyecto fue cancelado cuando estaba completo junto con su gemelo al 40%  en 1991. El desguace comenzó el 4 de febrero de 1992.